# Acroporium novae-guineae
Acroporium novae-guineae är en bladmossart som beskrevs av Edwin Bunting Bartram 1961. Acroporium novae-guineae ingår i släktet Acroporium och familjen Sematophyllaceae. Inga underarter finns listade i Catalogue of Life.